# Суслопаров, Иван Алексеевич
Ива́н Алексе́евич Суслопа́ров (19 октября 1897 года, дер. Крутихинцы, Вятский уезд, Вятская губерния, Российская империя — 16 декабря 1974 года, Москва, СССР) — советский военный деятель, дипломат и разведчик, генерал-майор артиллерии (1940). Военный атташе при постоянном представительстве СССР во Франции (1939—1941), начальник советской военной миссии во Франции при штабах союзных войск (1944—1945). Участник Первой мировой войны, Гражданской войны и Великой Отечественной войны.
Военную службу Суслопаров начал в 1916 году в Русской императорской армии. Принимал участие в Октябрьском вооружённом восстании в Петрограде 1917 года, в 1918 году вступил в Рабоче-крестьянскую Красную армию, где дослужился до звания генерал-майора артиллерии. Будучи в 1939—1941 годах военным атташе СССР во Франции, Суслопаров также являлся резидентом советской военной разведки и осуществлял руководство разведывательной сетью в Западной Европе. В период Великой Отечественной войны возглавлял штаб Главного управления начальника артиллерии РККА, являлся заместителем командующего артиллерией 16-й армии, затем командовал артиллерией 10-й армии Западного фронта, а с ноября 1944 года представлял СССР при штабе западных союзников.
7 мая 1945 года в Реймсе генерал-майор Суслопаров, не имея на то полномочий, от имени советского командования подписал акт о капитуляции Германии. Советская сторона настояла на повторном подписании капитуляции, которое было проведено 8 мая 1945 года в Карлсхорсте. Хотя в отношении Суслопарова и не было применено никаких санкций, его продвижение по служебной лестнице остановилось. До выхода в отставку в 1955 году он занимал различные должности в высших военных учебных заведениях, в частности в Военно-дипломатической академии.

## Биография

### Ранние годы. Военная карьера и образование
Иван Алексеевич Суслопаров родился в деревне Крутихинцы Нагорской волости Вятского уезда Вятской губернии в крестьянской семье. Согласно материалам личного дела, хранящегося в Центральном архиве Министерства обороны Российской Федерации, а также ряду других источников, датой рождения Суслопарова является 19 октября 1897 года, при этом некоторые источники указывают, что будущий генерал родился 26 сентября 1897 года. По национальности — русский. Окончил три класса сельской школы, после чего работал подмастерьем у портного, а затем батраком. В 1912 году Суслопаров также окончил один класс городского училища.
Призван в Русскую императорскую армию в мае 1916 года. Участвовал в Первой мировой войне, принимал участие в боевых действиях на Северном фронте, являлся командиром отделения 109-го запасного полка, затем — 14-го особого полка в составе 12-й армии, дослужился до звания младшего унтер-офицера. После Февральской революции, которая привела к демократизации армии, Суслопаров был избран председателем ротного комитета, а также членом полкового комитета в Вендене. «Мне довелось участвовать в Февральской буржуазно-демократической революции, быть на фронтах первой мировой войны. Дни были бурные: провал июньского наступления наступления 1917 года, которое организовал Керенский, расстрел июльской демонстрации в Петрограде, августовские события, связанные с корниловским мятежом. Молодые, девятнадцатилетние деревенские парни, мы, может быть, не понимали ещё до конца происходивших событий, но то, что говорили нам тогда большевики, доходило до глубин нашего сознания. Мы слышали и знали о В. И. Ленине. С особым чувством удовлетворения восприняли мы известие о приезде Ленина в Петроград 3 апреля 1917 года. Наш 14-й особый полк находился тогда в окопах в районе Риги в составе 12-й армии Северного фронта. Провозглашенные Владимиром Ильичом лозунги „Да здравствует социалистическая революция!“ и „Долой кровопролитную империалистическую войну!“ нашли горячий отклик у солдат», — вспоминал сам Суслопаров.
25 октября (7 ноября) 1917 года Суслопаров на стороне большевиков принял участие в Октябрьском вооружённом восстании в Петрограде, впоследствии вновь участвовал в боевых действиях. К тому моменту Иван Алексеевич не был членом большевистской партии, однако, по его собственным словам, «всем сердцем и разумом был с большевиками и помогал им в работе среди солдат». «В октябрьские дни 1917 года я принимал активное участие в разгроме контрреволюционных сил на территории Латвии и Эстонии, а позднее, когда, нарушив перемирие, немцы повели наступление на Петроград, участвовал в боях под Псковом 23 и 24 февраля 1918 года», — писал он.
В 1918 году Суслопаров начал службу в Рабоче-крестьянской Красной армии, принимал участие в Гражданской войне. В составе 30-й Иркутской имени ВЦИК стрелковой дивизии участвовал в боевых действиях на Южном и Восточном фронтах. С октября 1918 года по май 1919 года — помощник командира взвода 2-го запасного стрелкового полка, с мая 1919 года по декабрь года — командир взвода Советского полка, запасного батальона 264-го стрелкового полка, с декабря 1920 года по июль 1922 года — командир роты того же полка, с июля по октябрь 1922 года — командир взвода, помощник командира роты 88-го стрелкового полка. В 1919 году Суслопаров также вступил в РКП(б).
После окончания Гражданской войны Суслопаров продолжил службу в Красной армии. В 1922 году он был направлен в Школу имени ВЦИК, где в октябре того же, будучи дежурным по роте, лично встретился с Лениным, посещавшим казармы курсантов. Согласно воспоминаниям самого Суслопарова, председатель Совета народных комиссаров интересовался у Ивана Алексеевича, успел ли тот «повоевать», достаточно ли курсантам знаний, получаемых ими в процессе обучения военному делу, не обижают ли курсантов командиры, а также попросил рассказать, что родственники Суслопарову пишут из деревни. «Ленин очень внимательно выслушал мой рассказ, попрощался со мной за руку и пошёл к выходу. Не знаю, с чем бы связан этот приход Владимира Ильича к нам казарму. Но случай этот настолько для меня значителен, что я не забуду его до конца моих дней», — подчёркивал Суслопаров.
В 1925 году Суслопаров окончил артиллерийское отделение Киевской объединённой военной школы командиров РККА имени С. С. Каменева. С августа 1925 года по декабрь 1926 года — командир взвода артиллерийского полка 30-й стрелковой дивизии, с декабря 1926 года по май 1933 года — начальник разведки дивизиона, командир батарерии, дивизиона Лёгкого артиллерийского полка 75-й стрелковой дивизии. В 1933—1938 годах проходил обучение на инженерно-командном факультете Артиллерийской академии имени Ф. Э. Дзержинского. С ноября 1938 года по сентябрь 1939 года — помощник начальника Управления артиллерии РККА по военным учебным заведениям.
В октябре 1939 года Суслопаров был назначен на должность военного атташе при постоянном представительстве СССР во Франции; одновременно он являлся резидентом советской военной разведки под псевдонимом «Маро» и руководил разведывательной сетью СССР в Западной Европе, включавшей так называемую «Красную капеллу». Постановлением Совета народных комиссаров СССР от 4 июня 1940 года № 945 Суслопарову было присвоено звание генерал-майора артиллерии.
Как указывал доктор исторических наук, профессор В. И. Лота, военные атташе имели право собирать сведения «о вооружённых силах страны пребывания, используя все легальные возможности, а также получать данные о вооружённых силах соседних государств», причём для большинства атташе главной задачей, по словам исследователя, был сбор данных о нацистской Германии. Так, 4 марта 1941 года Суслопаров передал в Москву донесение, где отмечал, что, согласно данным, полученным от крупного чиновника из Венгрии, «в этом году Германия выступит против СССР». 27 марта 1941 года Суслопаров вновь сообщил, что «создаваемая немцами группировка войск направлена, главным образом, против Украины, которая должна стать продовольственной и нефтяной базой Германии…». Наконец, 21 июня 1941 года генерал сообщает, что, согласно достоверным данным, немецкое вторжение в СССР назначено на 22 июня. Иосиф Сталин, которому была передана сообщённая Суслопаровым информация, оставил на бланке донесения следующую резолюцию: «Эта информация является английской провокацией. Разузнайте, кто автор этой провокации, и накажите его».

### Великая Отечественная война

Наградной лист от 12 мая 1943 года с представлением Суслопарова к ордену Красного Знамени

Вскоре после начала Великой Отечественной войны Суслопаров вернулся в Москву. С августа 1941 года находился в распоряжении Главного артиллерийского управления Красной Армии, занимал должности начальника штаба Главного управления начальника артиллерии Красной Армии и заместителя командующего артиллерией 16-й армии, являлся командующим артиллерии 10-й армии Западного фронта.
14 сентября 1941 года в газете «Известия» (№ 218) вышла статья «Артиллеристы Красной Армии» за подписью Ивана Суслопарова: «Н-ский артиллерийский полк отражал превосходящие силы врага и поддерживал отход наших пехотных соединений на новый оборонительный рубеж. В этом единоборстве противник потерял много танков, машин и пехоты», — писал генерал. По словам Суслопарова, «одним из доказательств силы советской артиллерии и храбрости артиллеристов является тот факт, что немцы в сбрасываемых ими листовках грозят не давать нашим артиллеристам пощады случае их пленения». «Презирая такое напугивание, наша артиллерия продолжает разить танки, авиацию, артиллерию, пулеметы, минометы и живую силу врага», — резюмировал он.
14 мая 1943 года заместитель командующего артиллерией 16-й армии Суслопаров был награждён орденом Красного Знамени. Согласно наградному листу, генерал показал себя высококультурным и грамотным командиром-артиллеристом. Как указывалось в документе, в период наступательной операции войск 16-й армии в районе севернее Жиздра Суслопаров, возглавляя артиллерийские оперативные группировки войск правого крыла, «показал себя хорошим организатором огневого боя артиллерии, мужественным и требовательным командиром», а также «чётко обеспечивал действие пехоты в бою за деревню Полики, сосредотачивая огонь до трёх артиллерийских полков, и лично руководил отражением двух контратак с направления деревни Букань».
28 сентября 1943 года командующий артиллерией 10-й армии Западного фронта Суслопаров был награждён орденом Суворова II степени. В наградном листе отмечалось, что за время боёв генерал показал себя «грамотным, культурным и знающим своё дело артиллеристом», под руководством которого артиллерия армии «с успехом справлялась с задачами обороны на широком фронте». «Генерал-майор артиллерии тов. Суслопаров имеет большой боевой опыт в руководстве и применении артиллерии в масштабе армии, он часто бывает в частях, правильно учит и умело передаёт свои знания подчинённым», — указывалось в представлении к награждению. В период наступательных действий, согласно документу, Суслопарову удалось хорошо спланировать, а затем успешно осуществить артнаступление, «проявив при этом подлинное мастерство». За время операций с 10 по 16 сентября 1943 года по форсированию Десны Суслопаров правильной организацией и личным руководством обеспечил постоянную поддержку наступающих стрелковых соединений посредством артиллерийского огня, благодаря чему советские силы с незначительными потерями смогли быстро форсировать реку и осуществить успешное перемещение частей артиллерии армии на её западный берег.
В июне 1944 года переведён на дипломатическую работу и был назначен представителем СССР в Контрольной комиссии по делам Италии и Франции. С ноября 1944 года по сентябрь 1945 года занимал должность начальника советской военной миссии во Франции при штабах союзных войск. 3 ноября 1944 года за выслугу лет вновь награждён орденом Красного Знамени, 21 февраля 1945 года по тому же основанию награждён орденом Ленина.

### Подписание Акта о капитуляции Германии

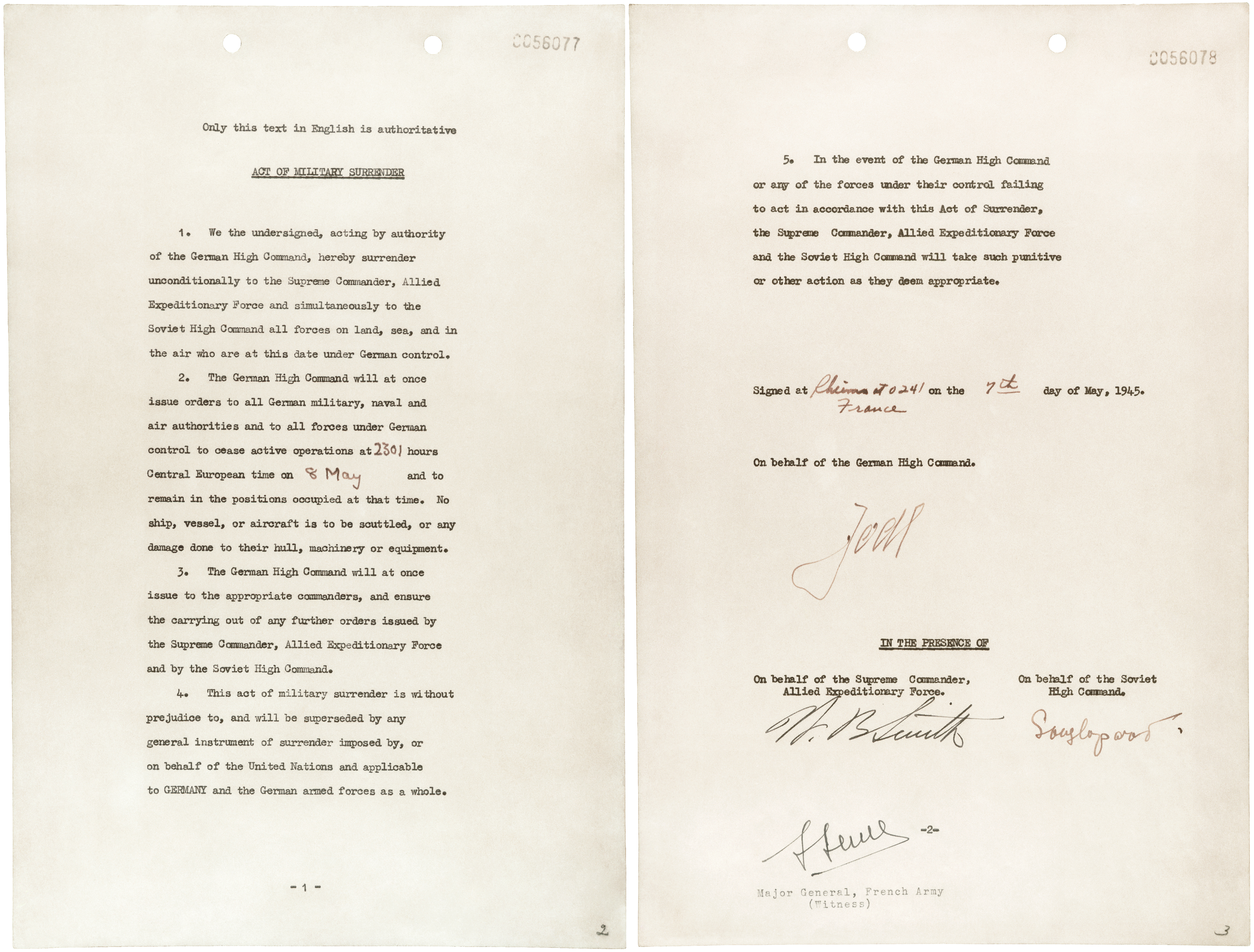
Акт о капитуляции Германии, подписанный 7 мая 1945 года в Реймсе

Вечером 6 мая 1945 года генерал-полковник Альфред Йодль, возглавлявший штаб оперативного руководства Верховного командования вермахта, вылетел из Фленсбурга в Реймс для подписания Акта о капитуляции Германии. Изначально Йодль планировал ограничиться лишь капитуляцией тех немецких войск, которые находились на Западном фронте, однако Верховный главнокомандующий силами западных союзников Дуайт Эйзенхауэр настоял на полной капитуляции, пояснив, что при отказе от неё переговоры будут прекращены, а фронт будет закрыт, вследствие чего немцы будут лишены возможности переходить с Восточного фронта и сдаваться в плен на Западном. Ультиматум Эйзенхауэра был передан Йодлем по радио во Фленсбург гросс-адмиралу Карлу Дёницу, которого Адольф Гитлер перед своей смертью назначил рейхспрезидентом и верховным главнокомандующим вооружёнными силами Германии. Вскоре после полуночи Йодль получил ответ от Дёница: генерал-полковник наделялся полномочиями подписать акт о капитуляции вермахта на всех фронтах.
Согласно воспоминаниям самого Эйзенхауэра, ещё 5 мая он обращался к советскому командованию и просил назначить офицера, который представил бы СССР на возможных переговорах с немецкой стороной. «Советское Верховное Главное Командование назначило генерал-майора Суслопарова своим представителем», — писал он. «Трудно сказать, какую, по мнению генерала Эйзенхауэра, должен был играть роль И. А. Суслопаров, по мнению же Москвы, должность И. А. Суслопарова предполагала только представительство на возможных переговорах с Дёницем, то есть он должен был присутствовать на переговорах англо-американцев с немцами и информировать Верховного Главнокомандующего о ходе обсуждения вопросов, включённых в повестку дня переговоров», — отмечал В. И. Лота; по словам историка, генерал-майор не имел права без санкции Сталина подписывать какие-либо документы от его имени. 6 мая Суслопаров был приглашён в ставку Эйзенхауэра. Верховный главнокомандующий силами западных союзников принял советского генерала и сообщил, что прибывший в Реймс генерал-полковник Йодль высказал желание капитулировать только перед западными союзниками; спустя время Суслопарова вновь пригласили к Эйзенхауэру, который передал Суслопарову информацию о согласии немецкого командования на полную капитуляцию.
После того как текст акта о капитуляции был подготовлен, Эйзенхауэр попросил передать содержание документа советскому командованию, получить одобрение и подписать его от имени СССР. Перед Суслопаровым встал выбор: либо отказаться от подписания акта, либо подписать его, не имея на то полномочий; последнее позволило бы немецким войскам продолжать вести боевые действия против Красной армии. «Времени оставалось мало. В Европе наступил поздний вечер, а в Москве уже перевалило за полночь. Без промедления Суслопаров передал телеграмму в Москву о предстоящем подписании капитуляции, как и сам текст, просил дать указания. Пока о телеграмме доложили по назначению, прошло ещё несколько часов, а инструкции из Москвы всё не поступали», — указывал кандидат политологических наук А. Г. Савойский. По словам В. И. Лоты, процесс передачи и получения информации затягивался в силу того, что Суслопаров не имел возможности поддерживать из Реймса постоянную связь с Москвой, а потому ему приходилось передавать сообщения через Париж.
Подписание Акта о безоговорочной капитуляции Германии состоялось в Реймсе ночью 7 мая 1945 года. Документ был подписан генерал-полковником Йодлем в присутствии генерал-лейтенанта армии США, начальника Главного штаба Союзных экспедиционных сил Уолтера Беделла Смита, представлявшего западных союзников, и генерал-майора Суслопарова, выступавшего в качестве представителя советского командования; в качестве свидетеля акт также подписал бригадный генерал французской армии Франсуа Севез, занимавший на тот момент должность заместителя начальника Штаба национальной обороны Франции. По настоянию Суслопарова в документ было включено положение, согласно которому допускалось принятие нового, заменяющего имеющийся акт «генерального документа о капитуляции, заключённого Объединенными Нациями или от их имени». На момент подписания акта о капитуляции Суслопаров так и не получил ответа на свой запрос с просьбой об указаниях; лишь позднее, когда Суслопаров прибыл в Париж, он узнал, что из Москвы поступил запрет на подписание каких-либо документов о капитуляции.
В СССР на сообщение о капитуляции в Реймсе был наложен запрет. Повторное подписание Акта о капитуляции Германии, на проведении которого настояла советская сторона, состоялось 8 мая 1945 года в Карлсхорсте (Берлин); на этот раз от СССР документ подписал Маршал Советского Союза Г. К. Жуков; Суслопаров присутствовал и на этой церемонии. В Берлине Суслопаров также узнал от заместителя народного комиссара иностранных дел А. Я. Вышинского, что Сталин не имеет претензий к действиям генерала в Реймсе. Тем не менее уже 11 мая Суслопаров был срочно вызван в Москву, где встретился с генерал-лейтенантом И. И. Ильичёвым, который на тот момент являлся начальником Главного разведывательного управления Народного комиссариата СССР. Генерал-майору вменялось, что при подписании акта о капитуляции в Реймсе он присутствовал, не имея полномочий для его подписания; кроме того, отмечалось, что Суслопаров не обеспечил быстрой радиосвязи с Москвой, что привело к несвоевременному получению информации о запрете на подписание каких-либо документов. Позднее в объяснительной записке на имя начальника Генерального штаба Красной армии А. И. Антонова Суслопаров называл подписание акта без специального разрешения «крупнейшей ошибкой». «Первой и основной причиной этого обстоятельства явилось то, что я неправильно понял те полномочия, которые были изложены в Вашей телеграмме на моё имя, а также генералу Эйзенхауэру на его запрос прислать представителя Верховного Командования СССР на эти переговоры с немцами. Второй причиной было то, что при обсуждении текста акта по моему настоянию был включён пункт, который гласил, что этот акт о военной капитуляции не будет являться препятствием к замене его другим генеральным документом о капитуляции германских вооружённых сил. <…> И третьей, не менее важной причиной было то, что полная и безоговорочная капитуляция немецких вооружённых сил означала полную победу нашей Красной армии и союзников над Германией и клала конец войне. Это вольно или невольно вскружило мне голову, так как такого именно конца войны ожидали не только мы, военные люди, но и все прогрессивные люди мира», — писал он. В резолюции на объяснительную записку Антонов оставил адресованный Ильичёву вопрос: «Как тов. Суслопаров может быть использован?».

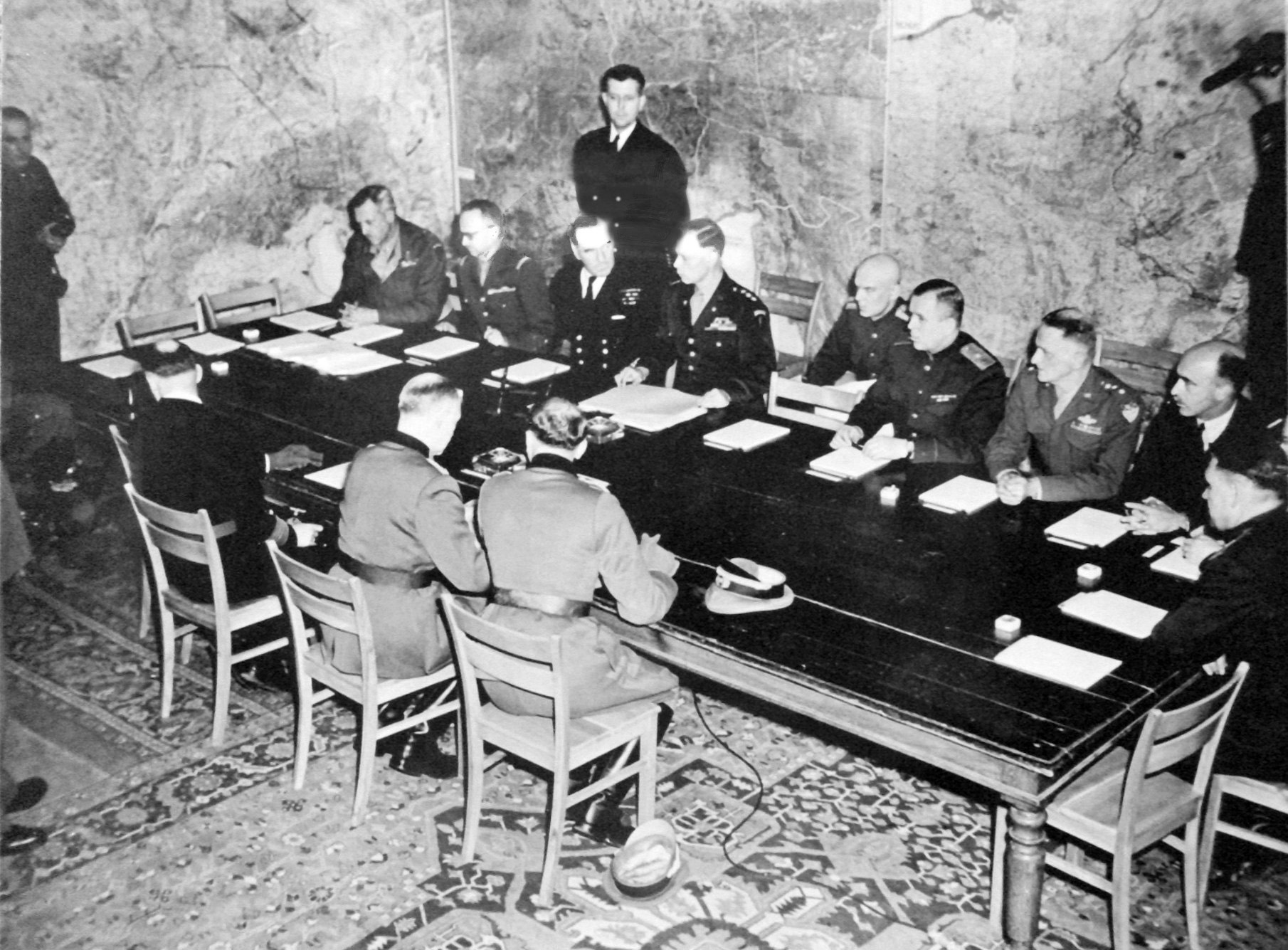
Подписание Акта о капитуляции Германии (Суслопаров — пятый слева за столом)
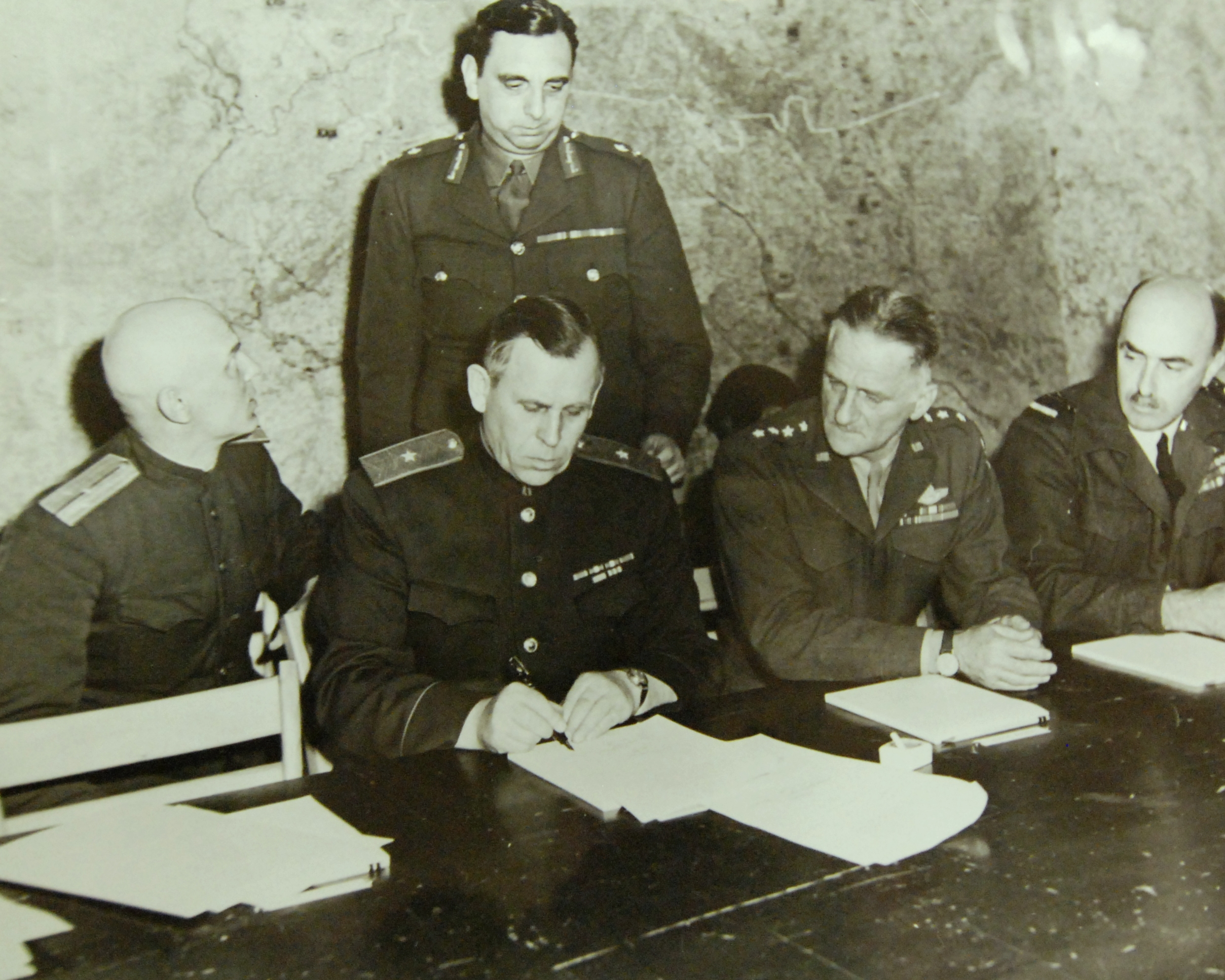
Суслопаров (третий справа за столом) подписывает Акт о капитуляции Германии
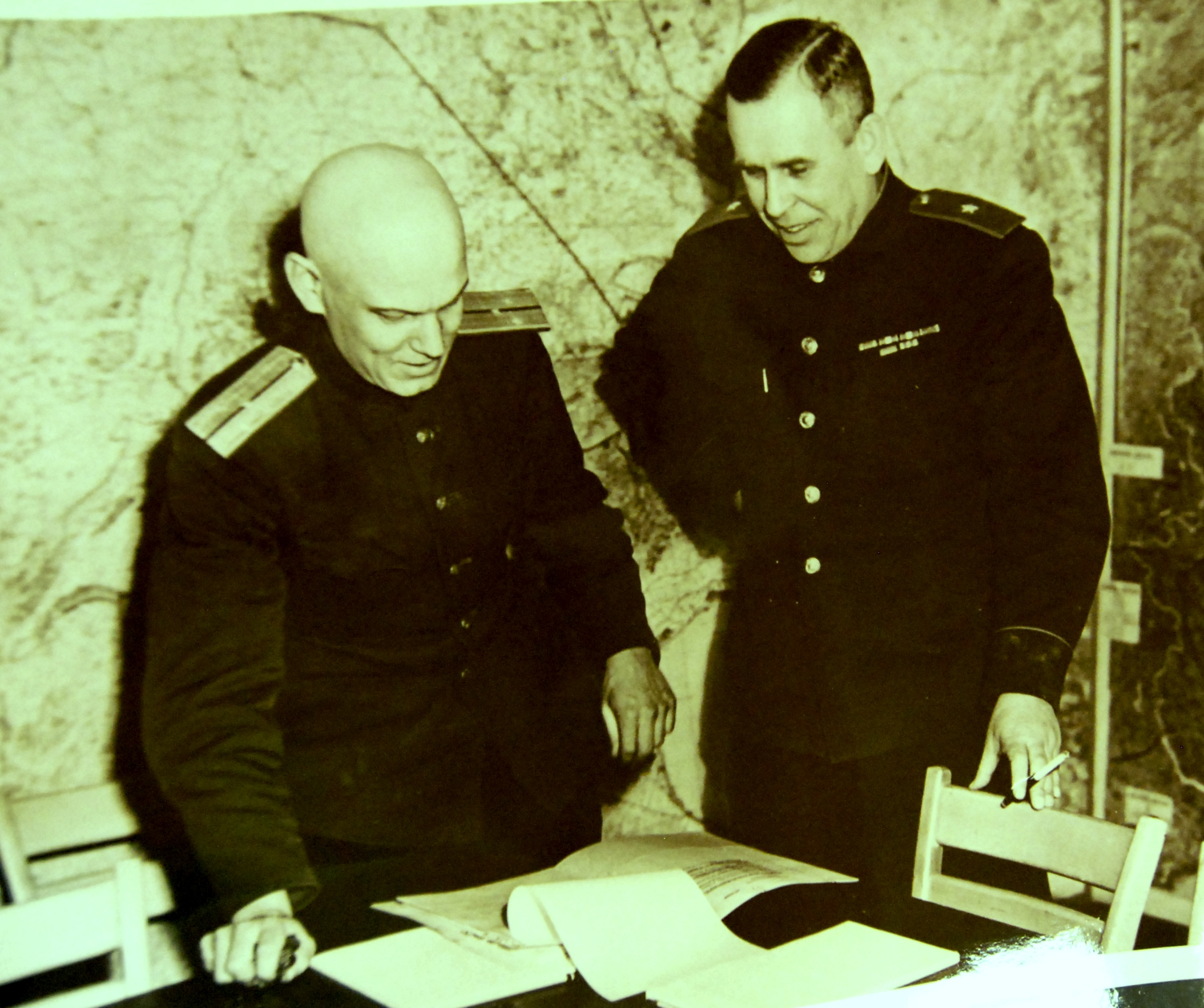
Суслопаров (справа) со своим адъютантом и переводчиком, старшим лейтенантом Иваном Черняевым в зале, где был подписан Акт о капитуляции Германии
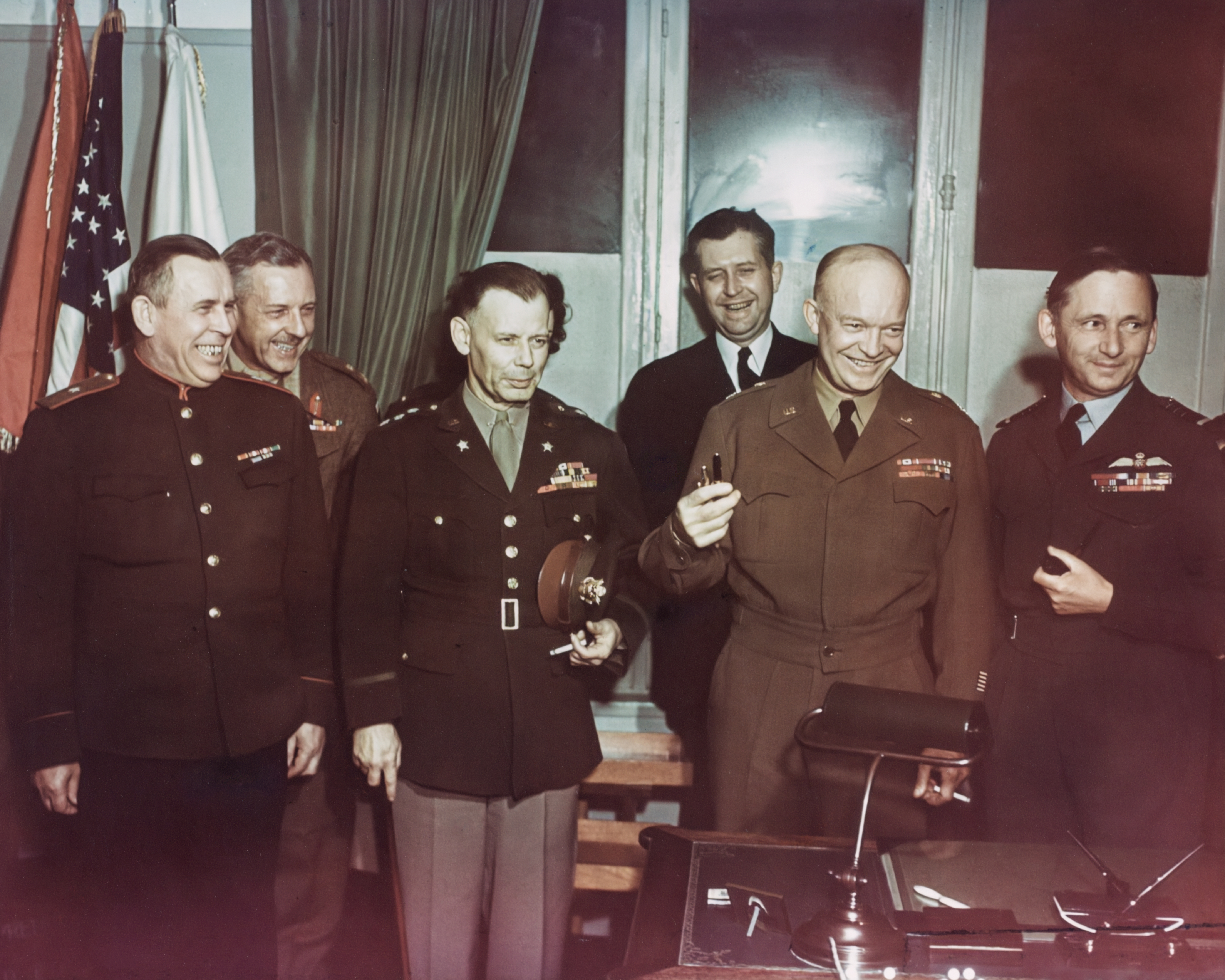
Суслопаров и руководители союзных войск после подписания Акта о капитуляции Германии. В первом ряду (слева направо): сам Суслопаров, Уолтер Беделл Смит, Дуайт Эйзенхауэр, Артур Теддер

### После войны

Могила Суслопарова на Введенском кладбище Москвы

Хотя за участие в подписании Акта о капитуляции Германии в Реймсе в отношении Суслопарова и не было применено никаких санкций, продвижение генерала по служебной лестнице остановилось, а его фамилия, по словам исследователя Ю. Н. Ерофеева, надолго исчезла из военно-исторической литературы. В 1945 году Суслопаров возглавил Высшие разведывательные курсы Красной (с февраля 1946 года — Советской) армии, в 1950 году — разведывательные курсы при Военно-дипломатической академии Генерального штаба Вооружённых Сил СССР (в некоторых источниках указывается, что в Военно-дипломатической академии занимал должность начальника курса).
В 1955 году Суслопаров вышел в отставку. Жил в Москве, с 1953 года и до самой смерти проживал на Ленинградском проспекте в доме № 75. Скончался 16 декабря 1974 года; некролог был опубликован в номере газеты «Красная звезда» от 19 декабря 1974 года. Похоронен на Введенском кладбище, участок 29.

## Награды
Суслопаров был удостоен ряда государственных наград, среди них:
- орден Ленина (21 февраля 1945 года)[16];
- три ордена Красного Знамени (14 мая 1943 года, 3 ноября 1944 года, 20 июня 1949 года)[16];
- орден Суворова II степени (28 сентября 1943 года)[16];
- орден Красной Звезды[7];
- 12 медалей[34], в том числе:
  - медаль «За отвагу» (28 октября 1967 года)[35];
  - медаль «За оборону Москвы»[16];
  - медаль «За победу над Германией в Великой Отечественной войне 1941—1945 гг.»[16];
  - юбилейная медаль «XX лет Рабоче-Крестьянской Красной Армии»[18].

## Память
- Мемориальная доска в память о Суслопарове установлена на здании военного комиссариата в Кумёнах[36].
- Фотография генерал-майора Суслопарова в момент подписания им Акта о капитуляции Германии в Реймсе хранится в Музее военной документации времён Второй мировой войны в Безансоне (Франция)[37].

## Комментарии
1. ↑  Деревня Крутихинцы впоследствии входила в состав Куменского сельсовета Кумёнского района Кировской области; в настоящее время не существует.
2. ↑  Ныне территория Кировской области.
3. ↑  В источниках, содержащих те или иные даты рождения Суслопарова (19 октября или 26 сентября 1897 года), не содержится указаний на то, по какому календарю (юлианскому или григорианскому) они приводятся. Разница дат юлианского и григорианского календарей по состоянию на 1897 год составляла 12 дней.